# Acrocercops walsinghami
Acrocercops walsinghami är en fjärilsart som beskrevs av Hans Rebel 1907. Acrocercops walsinghami ingår i släktet Acrocercops och familjen styltmalar. Inga underarter finns listade i Catalogue of Life.